# Капъкулу
Капъкулу (на османски турски: قپوقولو اوجاغی) е име на редовната османска армия, което получава с реформите на Хюсеин паша Кьопрюлю. 
Османската армия в периода до Танзимата се състояла от три рода войска – капъкулу, османски флот и нередовна войска, т.е. нередовна и доброволна армия, каквито били тимариотите; акънджиите и наследилите ги сеймени на влашките господари и боляри; войнуците; дервентджиите, мартолосите, както и левендите и клефтите към османската флота.
Капъкулу били набирани по линия на т.нар. кръвен данък.